# Jürgen Siebke
Jürgen Siebke (geb. Sprengel, * 20. Juli 1936 in Hannover; † 12. Dezember 2017) war ein deutscher Wirtschaftswissenschaftler. Er war von 1997 bis 2001 Rektor der Universität Heidelberg.

## Leben

### Werdegang
Siebke studierte von 1956 bis 1960 Wirtschaftswissenschaften an den Universitäten München und Bonn. Nach dem Abschluss als Diplom-Volkswirt war er von 1960 bis 1961 Assistent an der Universität Bonn. Von 1961 bis 1962 ging er einem Promotionsstudium an der Universität Kiel nach und erlangte 1965 die Promotion an der Universität Bonn und war dort wieder von 1963 bis 1968 Assistent.
Danach nahm er von 1968 bis 1970 an einem Habilitationsstipendium der Deutschen Forschungsgemeinschaft teil und nahm zudem von 1968 bis 1869 eine Gastprofessur an der Ohio State University im Department of Economics in Ohio wahr.
Im Jahr 1971 erlangte er eine Habilitation an der Universität Bonn mit der venia legendi (Lehrberechtigung) für Wirtschaftliche Staatswissenschaften und war anschließend von 1971 bis 1975 ordentlicher Professor für Theoretische Volkswirtschaftslehre an der Universität Kiel. Danach lehrte er als Professor für Volkswirtschaftslehre (insbesondere Makroökonomik) an der Universität Essen-Gesamthochschule. Im Jahr 1983 wechselte er zur Universität Heidelberg als Universitätsprofessor für Volkswirtschaftslehre mit den Schwerpunkten Monetäre Makroökonomik, Internationale Währungspolitik, Einkommens- und Vermögensverteilung. Im Oktober 1997 wurde er schließlich Rektor der Universität Heidelberg und übte dieses Amt bis September 2001 aus.

### Weitere Betätigungen
Siebke war u. a. von 1973 bis 1975 Dekan und Senatsmitglied an der Universität Kiel und von 1987 bis 1989 sowie von 1995 bis 1997 Dekan an der Universität Heidelberg. Zudem war er Senatsmitglied an der Universität Heidelberg und Vorsitzender der Prüfungsausschüsse für Diplomvolkswirte in Kiel, Essen und Heidelberg.
Er war Mitglied im Verein für Socialpolitik und dort von 1987 bis 1991 Vorsitzender des Ausschusses für Geldtheorie und Geldpolitik sowie in den Jahren 1989/90 Vorsitzender der wissenschaftlichen Vorbereitungskommission für die Jahrestagung 1990 des Vereins für Socialpolitik.
Des Weiteren war er von 1978 bis 1983 Mitglied des Wissenschaftsrates und dort von 1982 bis 1983 stellvertretender Vorsitzender der Wissenschaftlichen Kommission. Von 1991 bis 1992 arbeitete er in der Hochschulstrukturkommission des Landes Sachsen-Anhalt mit. Von 1993 bis 1997 war er Mitglied der Gutachtergruppe „Schwerpunktprogramm für die Fachhochschulen“ des Landes Baden-Württemberg.

## Veröffentlichungen (Auswahl)
- mit Hans Jörg Thieme (Hrsg.): Geldpolitik. Zwanzig Jahre Geldmengensteuerung in Deutschland, Baden-Baden 1995, ISBN 3789040142.
- mit Dieter Duwendag (Hrsg.): Europa vor dem Eintritt in die Wirtschafts- und Währungsunion, Berlin 1993, ISBN 3428075773.
- Jürgen Siebke (Hrsg.): Monetäre Konfliktfelder der Weltwirtschaft, Jahrestagung des Vereins für Socialpolitik, Berlin 1991, ISBN 3428072200.
- Jürgen Siebke (Hrsg.): Finanzintermediation, Bankenregulierung und Finanzmarktintegration, Berlin 1991, ISBN 3428070887.
- mit Manfred Willms: Theorie der Geldpolitik, Berlin 1974, ISBN 3540069186.
- mit Horst Albach u. a.: Probleme der Sparförderung in der OECD, Berlin 1973, ISBN 3428029054.
- mit Wilhelm Krelle und Johann Schunck: Überbetriebliche Ertragsbeteiligung der Arbeitnehmer. Mit einer Untersuchung über die Vermögensstruktur in der Bundesrepublik Deutschland, 2 Bde., Tübingen 1968.